# Валькірія (Marvel Comics)
Валькірія (англ. Valkyrie), справжнє ім'я Бруннгільда (англ. Brunnhilde) — вигадана персонажка, супергероїня, що з'являється в коміксах американського видавництва Marvel Comics. Персонажка, заснована на скандинавській міфологічній фігурі Брунгільді, була створена Роєм Томасом і Джоном Бушемою. Вперше з'явившись у «The Avengers» #83 (грудень 1970), Валькірія стала опорою команди супергероїв, відомих як Захисники, а також близькою союзницею й одноразовим коханням супергероя Тора.
Валькірія була обрана Одіном, щоб очолити його особистий загін воїтельок, Валькіріор. Відома своєю доблестю в бою, Валькірія часто супроводжується своїм крилатим конем Араґорном і носить зачарований меч Драконяче ікло. Серед інших псевдонімів Валькірії — Барбара Норріс, Саманта Паррінґтон, Сіан Бовен і Аннабель Ріґґс, які свого часу приймали її дух. Саманта Паррінґтон, одна з попередніх носіїв Валькірії, пізніше отримала надлюдські здібності й сама стала членкинею Захисників.
Тесса Томпсон зобразила Валькірію Бруннгільду на широкому екрані у таких фільмах кіновсесвіту Marvel «Тор: Раґнарок» (2017), «Месники: Завершення» (2019) та «Тор: Любов і грім» (2022).

## Історія публікації
Уперше Валькірія з'явилася в образі Чарівниці в коміксі «The Avengers» #83 (грудень 1970) і була створена Роєм Томасом і Джоном Бушемою. Томас використав ще одну ітерацію персонажа, коли образ Валькірії був поміщений в смертну жінку, на ім'я Саманта Паррінґтон як супротивник Галка в «The Incredible Hulk» (том 2) #142 (серпень 1971).

## Сили й вміння
- Надлюдська сила, витривалість, швидкість, рефлекси, спритність, витривалість і довголіття.
- Невразливість.
- Регенеративний фактор зцілення.
- Містична телепортація.
- Вправний озброєний і беззбройний боєць.
- Спілкування з духами померлих.

## Огляди

### Нагороди
- 2011: Comics Buyer's Guide поставили Валькірію на 65 місце у списку «100 найсексуальніших жінок у коміксах»[5]
- 2012: IGN поставили Валькірію на 30 місце у списку «Топ 50 Месників»[6]
- 2014: Autostraddle поставили Валькірію на 3 місце у списку «11 супергероїнь Marvel, про яких хотілося б, щоб зняли фільми»[7]
- 2020: CBR поставили Валькірію на 7 місце у списку «15 найсильніших мечників у Marvel Comics»[8]
- 2022: The Mary Sue поставили Валькірію на 4 місце у списку «Всі дівчата Тора»[9]
- 2022: Screen Rant поставили Валькірію на місце у списку «9 найсильніших валькірій у Marvel Comics»[10] та у списку «10 найкращих персонажів Marvel, які дебютували в коміксах про Месників»[11]